# Kanton Campagnac
Campagnac is een voormalig kanton van het Franse departement Aveyron. Het kanton maakte deel uit van het arrondissement Millau.  Het werd op 22 maart 2015 opgeheven bij toepassing van het decreet van 21 februari 2014. De gemeenten werden opgenomen in het op die dag gevormde kanton Tarn et Causses.

## Gemeenten
Het kanton Campagnac omvatte de volgende gemeenten:
- Campagnac (hoofdplaats)
- La Capelle-Bonance
- Saint-Laurent-d'Olt
- Saint-Martin-de-Lenne
- Saint-Saturnin-de-Lenne